# 松浦茂樹
松浦 シゲキ（まつうら しげき、1974年 - ）は、Webメディアディレクター。
2013年にハフポスト日本版の創刊編集長。2023年、独立を期にカタカナの ”シゲキ” 押しに固定。

## 来歴
1998年、東京理科大学工学部経営工学科卒業後、大手自動車会社の宇宙開発事業部に人工衛星のシステムエンジニアとして入社。
その後、ライブドアでポータルサイトの統括、コンデナストで日本版「WIRED」のウェブエディター、グリーで「GREEニュース」などを担当。
2013年「ハフィントンポスト日本版」の編集長として、同媒体を立ち上げから約1年半で月間1300万ユニークユーザまで成長させる。
2014年スマートニュースに参画。2022年9月にMOLTSへ参画。